# Oxyothespis nilotica nilotica
Oxyothespis nilotica nilotica es una subespecie de mantis de la familia Mantidae.

## Distribución geográfica
Se encuentra en Argelia, Marruecos, Sudán y en  Chad.